# Berezin UB
Pour les articles homonymes, voir Berezine.
La Berezin UB (russe : Березин УБ - Универсальный Березина, Universalni Berezina, Berezin Universelle) est une mitrailleuse soviétique de calibre 12,7 mm, conçue pour être montée sur avion et largement répandue durant la Seconde Guerre mondiale.

## Développement
En 1937, M.E. Berezine commence à concevoir une nouvelle mitrailleuse de gros calibre chambrée en 12,7 mm, le calibre utilisé par les mitrailleuses de l'infanterie. Ce nouveau modèle passe les essais d'usine avec succès en 1938 et est déclaré apte au service en 1939 sous la désignation BS (russe : Березин Синхронный, Berezin Sinkhronniy, Berezin Synchronisée). Sa cadence de tir est comparable à celle du Browning M2, faisant d'elle l'arme défensive idéale pour les avions. Bien qu'étant un modèle réussi, la BS n'est pas exempte de défauts, le plus grand étant son rechargement par câble qui nécessite une grande force physique. Un développement ultérieur aboutit au modèle UB, décliné en trois versions : UBK (Krylievoï, pour les ailes), UBS (Sinkhronniy, synchronisée), et UBT (Tourelniy, pour la tourelle), l'UBK et l'UBS étant à rechargement par air comprimé. L'UB est admis en service le 22 avril 1941, deux mois à peine avant l'ouverture du front de l'Est.

## Description
La Berezin UB est une mitrailleuse à rechargement par emprunt de gaz et à refroidissement à air, chambrée en 12,7 × 108 mm. Les munitions sont amenées via une bande désintégrante, un système unique dans lequel chaque nouvelle munition aide à extraire la cartouche déjà utilisée. Un autre détail inhabituel est le fait que cette bande soit avancée durant le mouvement de retour de la partie mobile de la mitrailleuse et non durant le recul. 
Durant la Seconde Guerre mondiale, l'UB, dans toutes ses variantes, a été utilisée par une grande majorité des avions soviétiques.

## Armes similaires
- Browning M2

## Sources
- (en) Cet article est partiellement ou en totalité issu de l’article de Wikipédia en anglais intitulé « Berezin UB » (voir la liste des auteurs).